# Fergus (Galloway)

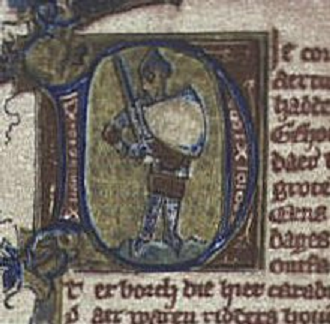
Buchmalerei aus dem 14. Jahrhundert, die vermutlich die Romanfigur Fergus darstellt, die Fergus of Galloway als Vorbild hatte

Fergus, Lord of Galloway (gälisch Fearghus, latein Fergus de Galwedia; * um 1100; † 12. Mai 1161 in Holyrood Abbey) war ein schottischer Adliger. Als nahezu autonomer Herrscher von Galloway konnte er lange Zeit erfolgreich eine Einschränkung seiner Herrschaft verhindern. Erst kurz vor seinem Tod musste er sich dem schottischen König unterwerfen und auf seine Herrschaft verzichten.

## Herkunft
Die genaue Herkunft von Fergus ist ungeklärt. Im 19. Jahrhundert vermuteten mehrere Historiker, dass er vom schottischen König David I. als Lord of Galloway eingesetzt wurde. Diese Annahme beruhte vor allem auf seiner Heirat mit einer unehelichen Tochter des englischen Königs Heinrich I., an dessen Hof auch David I. aufgewachsen war. Allerdings wird Fergus in keiner Urkunde des englischen Königs genannt, so dass es unwahrscheinlich ist, dass er tatsächlich seine Jugend am englischen Königshof verbrachte. Nach anderen Angaben war Fergus ein Nachfahre der Herrscherfamilie des alten keltischen Königreichs Strathclyde. Allerdings erlosch diese Familie bereits um die Mitte des 9. Jahrhunderts, so dass es unwahrscheinlich ist, dass ein Nachfahre fast zwei Jahrhunderte später noch Bedeutung hatte. Die meisten Historiker vermuten inzwischen, dass Fergus sowohl keltisch-gälische wie auch nordisch-skandinavische Vorfahren hatte.

## Lord of Galloway

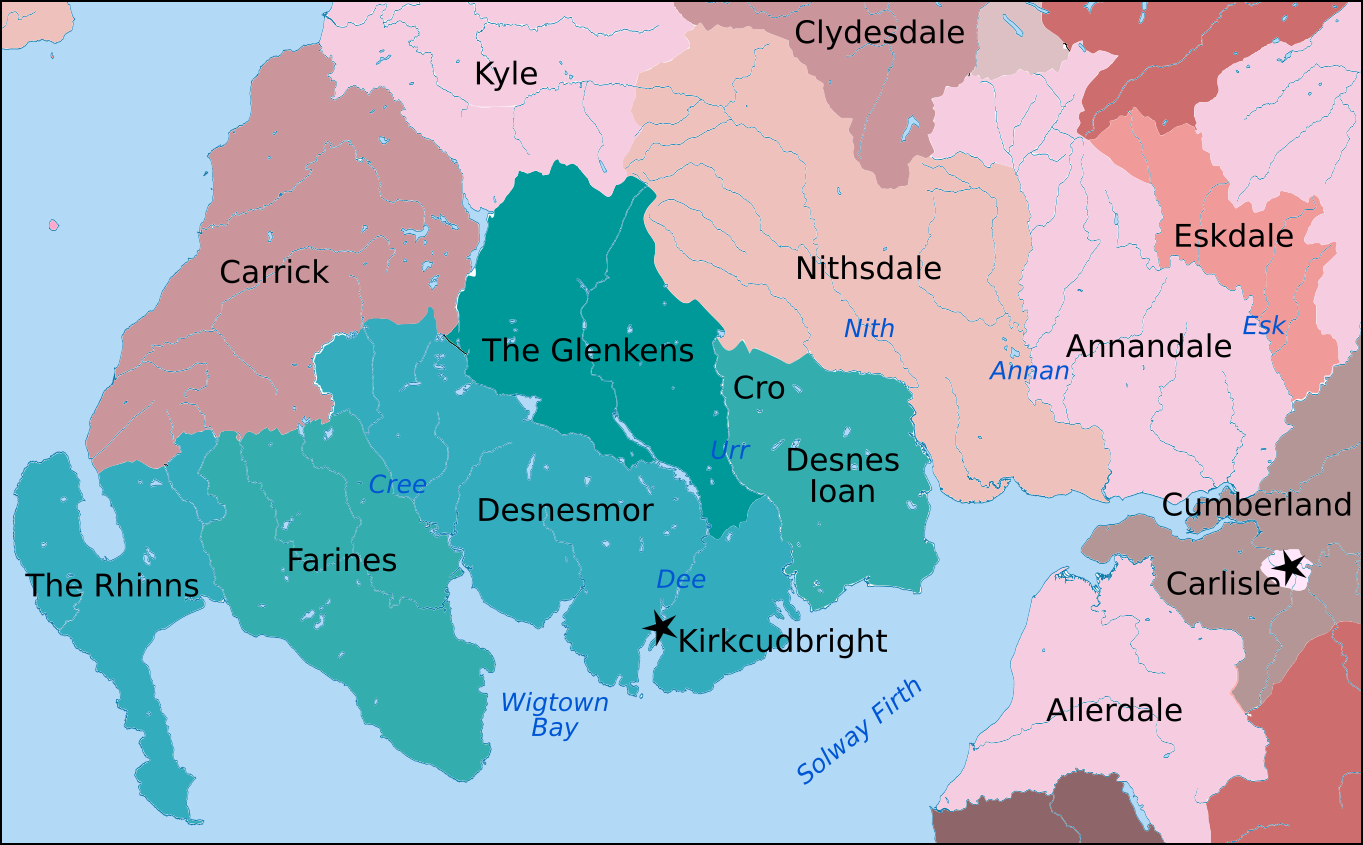
Die Gebiete der Herrschaft Galloway (grün) im 12. Jahrhundert

Wann Fergus zum Herrscher von Galloway aufstieg, ist unbekannt. Galloway war in der ersten Hälfte des 12. Jahrhunderts ein unabhängiges oder nahezu unabhängiges Fürstentum im Grenzraum zwischen England, Schottland und dem unter lockerer norwegischer Oberhoheit stehenden Königreich der Inseln. Nach 1124 wird Fergus als Herrscher von Galloway bezeichnet. Er stand unter lockerer Oberhoheit der schottischen Könige, denen er vermutlich einen jährlichen Tribut von 1000 Stück Vieh zahlen sollte. Obwohl er selbst nur den Titel Lord führte, wird er auch als König, Kinglet oder Fürst bezeichnet. 1136 nahm er zusammen mit seinem Sohn Uhtred an der Weihe der Kathedrale von Glasgow teil. Uhtred war ein Sohn aus seiner um 1120 geschlossenen Ehe mit einer namentlich nicht genannten unehelichen Tochter des englischen Königs Heinrich I. Der englische König hatte einer seiner Töchter mit Fergus verheiratet, um ihn vermutlich als Verbündeten zu gewinnen.

## Verhältnis zum schottischen König David I.
Aufgrund der gefürchteten Krieger aus Galloway verfügte Fergus über eine beachtliche militärische Stärke und wurde auch vom schottischen König David I. umworben. Zwischen 1136 und 1141 bezeugte er, dabei manchmal zusammen mit seinem Sohn Uhtred, Urkunden von David I. Auf welcher Basis aber die Zusammenarbeit zwischen Fergus und David I. beruhte, ist ungeklärt. Der schottische König hatte durch die Vergabe von Lehen an loyale Gefolgsleute wie Hugh de Morville, Robert de Brus und Walter fitz Alan Galloway eingekreist und seinen Einfluss an der Mündung des Solway Firth erheblich ausgebaut. Dies führte vermutlich mit dazu, dass Fergus den König als seinen Oberherrn anerkannte. Ende der 1130er oder Anfang der 1140er Jahre vereinbarte Fergus die Heirat seiner Tochter mit König Olaf of Man. Durch diese Verbindung gewann auch der schottische König weiteren Einfluss im Königreich der Inseln.

## Rolle im Krieg gegen England
Im Krieg gegen England nahm Fergus 1137 und 1138 an den Feldzügen des schottischen Königs teil. Dabei waren die Krieger aus Galloway wegen ihrer Grausamkeiten gefürchtet. Vermutlich nahm Fergus 1138 an der Standartenschlacht teil, in der Ulgric und Donald, die Führer des Aufgebots aus Galloway, fielen. Die undisziplinierte Kampfweise der Krieger aus Galloway hatte erheblich zur schottischen Niederlage in der Schlacht beigetragen. Nach anderer Auffassung soll Fergus als nahezu unabhängiger Herrscher dem schottischen König weder Militärdienst noch Tribut geschuldet haben. An der Standartenschlacht 1138 nahm er vor allem teil, um seine Schwägerin Matilda in dem Thronfolgekrieg gegen ihren Cousin Stephan von Blois zu unterstützen. Nach der Niederlage in der Standartenschlacht schloss David I. mit dem englischen König Stephan 1139 den Friedensvertrag von Durham. Ein Sohn von Fergus gehörte zu den Geiseln, die der schottische König dem englischen König stellen musste. Nach 1138 blieb Fergus ein loyaler Unterstützer des schottischen Königs, obwohl er nicht mehr an dessen Feldzügen teilnahm. Seine Bindung an David I. wurde durch die Heirat seines Sohns Uhtred mit Gunnilda, einer Tochter von Waltheof of Allerdale verstärkt. Waltheof of Allerdale war ein einflussreicher Adliger aus dem nordenglischen Cumbria, und seine Tochter Gunnilda stammte von Maldred, einem Großonkel des schottischen Königs ab. Damit war sie eine entfernte Verwandte von König David. Durch die Ehe wurde auch die Familie von Waltheof in die Gefolgschaft des schottischen Königs eingebunden, der im Krieg gegen England Cumbria und weitere Gebiete Nordenglands erobert hatte.

## Verhältnis zur Kirche

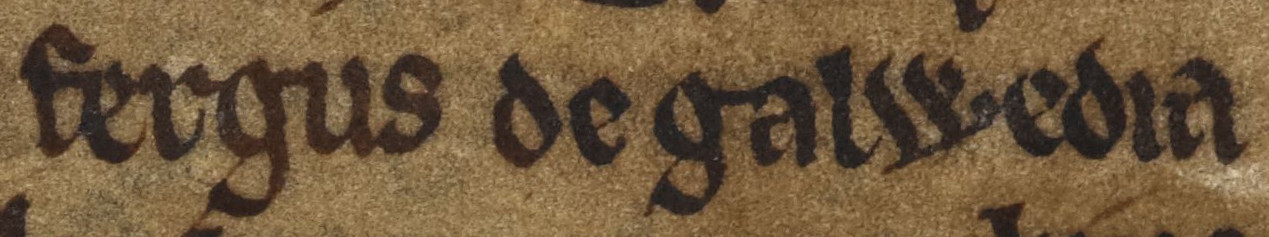
Der Name von Fergus in einem Manuskript der Manx Chronicle

König David versuchte, die schottische Kirche unabhängig vom englischen Erzbistum York zu halten, dessen Erzbischöfe den Rang eines Metropoliten über die schottischen Bistümer beanspruchten. Von diesen Bestrebungen war das Bistum Whithorn ausgenommen, das das Gebiet von Galloway umfasste und das seit dem 8. Jahrhundert eine enge Bindung an York hatte. Seit dem Beginn des 9. Jahrhunderts waren für Whithorn keine Bischöfe mehr überliefert, so dass die Ernennung von Gilla-Aldan um 1128 eine Wiederbelebung des Bistums bedeutete. Diese Wiederbelebung und die Ernennung von Gilla-Aldan wird oft Fergus zugeschrieben, wofür es aber keine Nachweise gibt. Die Initiative zur Wiedererrichtung des Bistums ging wohl eher von Erzbischof Thurstan von York aus. Dieser wollte seinen Anspruch auf die geistliche Oberhoheit über Schottland durchsetzen und sich zugleich gegenüber den Ansprüchen der Erzbischöfe von Canterbury auf die geistliche Oberhoheit über England behaupten, weshalb er loyale Suffraganbischöfe benötigte. Als Lord of Galloway war Fergus aber mit Sicherheit in die Wiedererrichtung des Bistums Whithorn eingebunden. Nach der Niederlage in der Standartenschlacht wurde Fergus möglicherweise von Zisterziensermönchen beeinflusst. Diese predigten, dass eine rechtmäßige Herrschaft eine Voraussetzung für eine erfolgreiche Politik sei. Da Fergus in der Standartenschlacht 1138 gegen Erzbischof Thurstan gekämpft hatte, waren über ihn wohl Kirchenstrafen verhängt worden. Der Einfluss der Predigten der Zisterzienser auf Fergus führte vermutlich dazu, dass er sich 1142 an der Gründung des Zisterzienserklosters Dundrennan beteiligte. Dundrennan wurde als Tochterkloster von Rievaulx Abbey in Yorkshire gegründet, was ein weiterer Beleg für die kirchliche Bindung von Galloway an York ist. Dazu gründete Fergus auch Soulseat Abbey, eines der ersten Prämonstratenserklöster in Großbritannien.

## Konflikt mit Malcolm IV.
Nach dem Tod von David I. 1153 schenkte Fergus der Politik seines Nachfolgers Malcolm IV. zunächst weniger Aufmerksamkeit. Stattdessen wurde er ab 1153 stärker in die Politik auf der Isle of Man und im Königreich der Inseln verwickelt, nachdem sein Schwiegersohn Olaf in einem Familienstreit ermordet worden war. Es gibt aber keine Hinweise dafür, dass Fergus seinen Enkel Godred dabei unterstützte, die Herrschaft auf Man zurückzuerobern, oder dass er nach 1154 den Godred im Kampf gegen Somerled of Argyll unterstützte. Trotz seiner geringen Beteiligung an der Politik des schottischen Königs Malcolm IV. kam es aber nicht zum Bruch zwischen Fergus und diesem. Es gibt keine Belege, dass Fergus die Revolte von Somerled und den Söhnen des Thronanwärters Malcolm Macheth gegen König Malcolm IV. unterstützte. Da Fergus und Somerled Rivalen waren, ist es eher unwahrscheinlich, dass Fergus Somerled unterstützte. Als 1156 Donald, einer der Söhne von Malcolm Macheth, bei Whithorn von Gefolgsleuten von Fergus gefangen genommen, ließ Fergus ihn an den schottischen König ausliefern.
1157 konnte der englische König Heinrich II. die Kontrolle über Carlisle und Cumbria zurückgewinnen. Als Folge davon nahm der Einfluss des schottischen Königs auf die Region um den Solway Firth ab. Fergus nutzte diese Schwäche des schottischen Königs vielleicht aus, um seine Autorität über seine aufrührerischen Söhne wieder zu erlangen. Auch wenn die Belege spärlich sind, versuchte Fergus wohl von den Unruhen in Schottland zu profitieren, die durch die Teilnahme von Malcolm IV. am Feldzug des englischen Königs nach Toulouse 1159 ausgelöst worden waren. Um seine Stellung gegenüber seinen Gefolgsleuten zu festigen und um sich gegenüber seinen aufrührerischen Söhnen zu stärken, duldete es Fergus offenbar, dass Krieger aus Galloway Raubzüge in das benachbarte schottische Clydesdale unternahmen. Nach der Rückkehr des schottischen Königs von dem Feldzug nach Südfrankreich kam es 1160 zu einer Revolte mehrerer schottischer Magnaten gegen den König. Sie belagerten ihn in Perth, doch der König konnte die Revolte rasch niederschlagen. Nach diesem Erfolg wandte sich der König gegen Galloway, wohin er drei Feldzüge führte. Möglicherweise war Fergus an der Revolte der Magnaten beteiligt gewesen, weshalb der König ihn bestrafen wollte. Ob Fergus an der Revolte der Magnaten beteiligt war, ist aber unsicher. Vielleicht unternahm der König die Feldzüge nur zur Vergeltung für die Plünderungen von Kriegern aus Galloway in schottischen Gebieten. Durch seine Fehde mit seinen Söhnen Uhtred und Gilla Brigte war Fergus offenbar geschwächt, so dass er schließlich zu Verhandlungen mit dem schottischen König bereit war. Er wurde zugunsten seiner Söhne zum Verzicht auf seine Herrschaft gezwungen und zog sich nach Holyrood Abbey in Edinburgh zurück, wo er wenige Monate später starb. Die Abdankung von Fergus führte dazu, dass Galloway zwischen seinen beiden Söhnen aufgeteilt wurde und stärker unter die Hoheit der schottischen Könige geriet.

## Ehe und Nachkommen
Fergus hatte mit seiner ersten Frau, der Tochter des englischen Königs Heinrich I., mindestens einen Sohn und eine Tochter:
- Uhtred, Lord of Galloway (* um 1121; † 1174),
- Affreca ⚭ Óláfr Guðrøðarson, König von Man († 1153).

Gilla Brigte (anglisiert auch Gilbert, * um 1126; † 1185), war ein weiterer, vermutlich unehelicher Sohn von Fergus.

## Rezeption
Der im 13. Jahrhundert von Guillaume le Clerc verfasste altfranzösische höfische Roman Roman de Fergus bezieht sich vermutlich auf die historische Figur des Fergus von Galloway.